# Taubenturm Manoir de Kerandraou

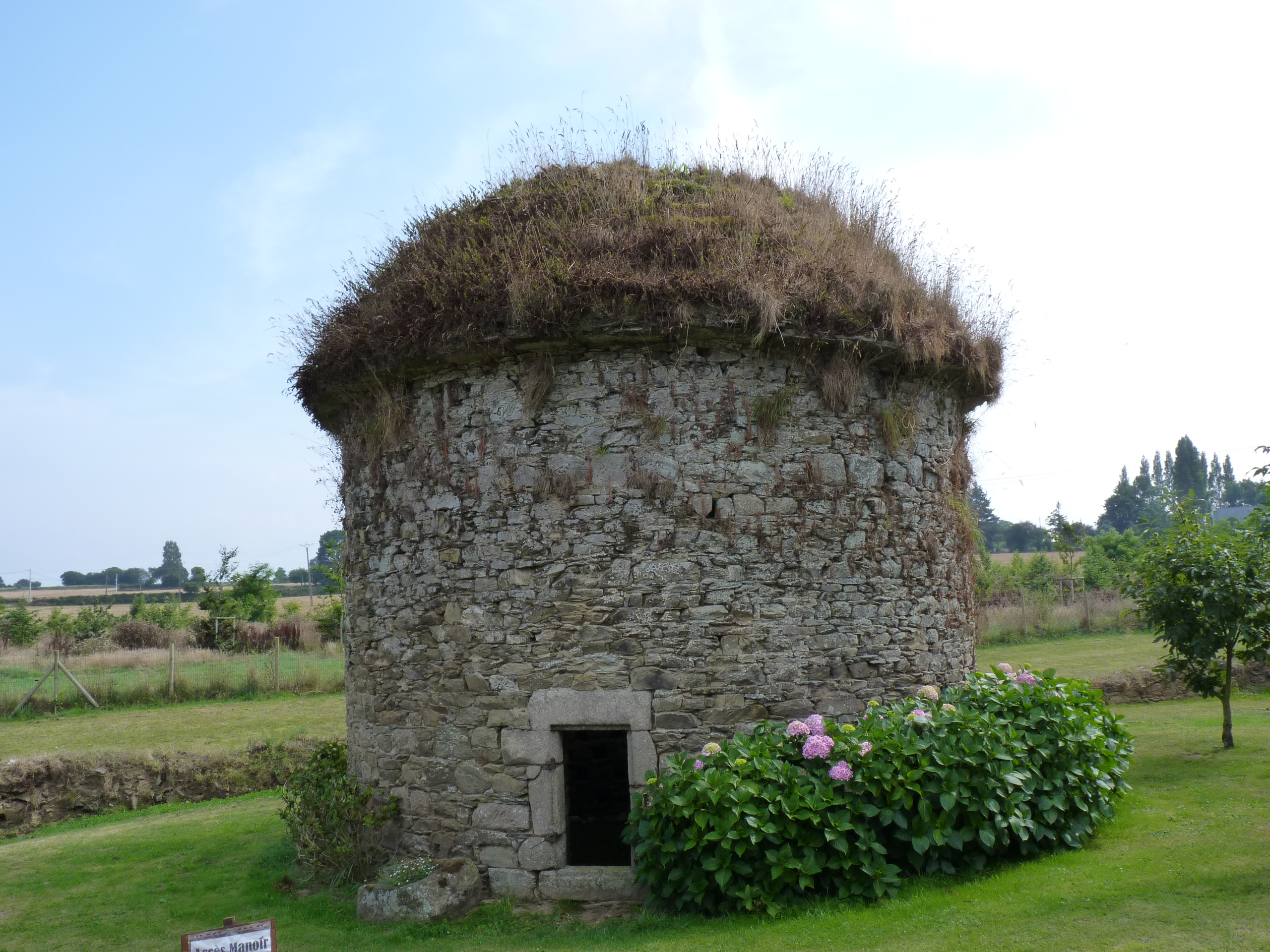
Taubenturm in Troguéry

Der Taubenturm (französisch colombier oder pigeonnier) des Manoir de Kerandraou in Troguéry, einer französischen Gemeinde im Département Côtes-d’Armor in der Region Bretagne, wurde im 15. Jahrhundert errichtet. Der Taubenturm steht seit 2003 als Monument historique auf der Liste der Baudenkmäler in Frankreich.
Der Turm aus Bruchsteinmauerwerk mit einer Tür, die von Hausteinen gerahmt wird, besitzt ein steinernes Dach.